# UTC+5:45
UTC + 5:45 ou Horário Padrão do Nepal ou Nepal Standard Time - NST é o fuso horário onde o horário local é contado a partir de mais cinco horas e quarenta e cinco minutos em relação ao horário do Meridiano de Greenwich.

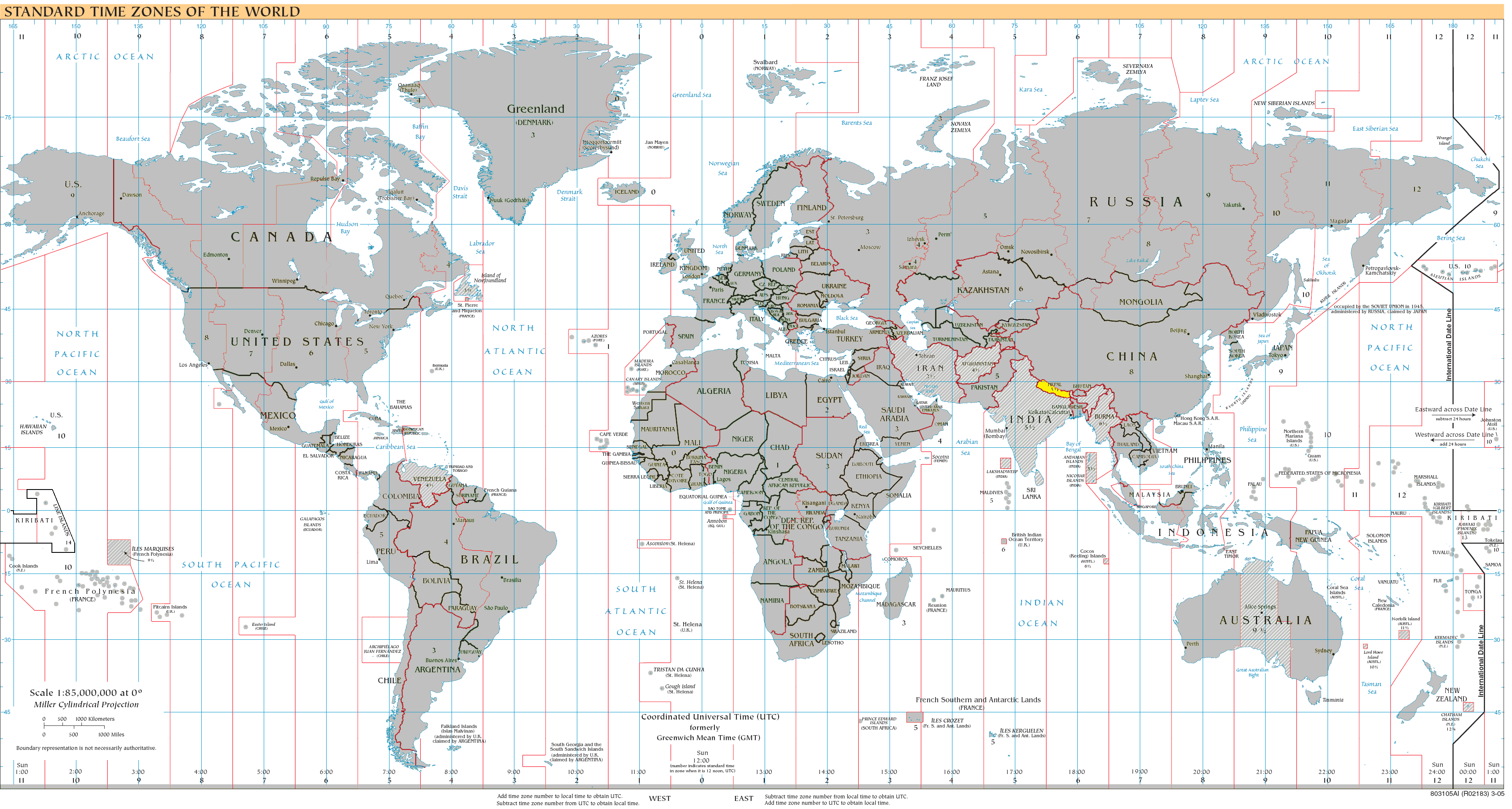
Mapa de 2008 contendo as variações de tempo de acordo com a longitude, com a UTC+5:45 em destaque (amarelo)

Longitude ao meio: 86º 15' 00" L
É usado apenas pelo:
- Nepal[1]